# آختردیک، هلند جنوبی
اکتردیک، جنوب هلند (به هلندی: Achterdijk, South Holland) در هلند است که در Zederik واقع شده‌است.